# Centrale électrique à biomasse de Boundiali
La centrale électrique à biomasse de Boundiali, en abrégé CEBB est une centrale thermique à biomasse d'une capacité de 25 MW (34 000 ch) en cours de développement à Boundiali en Côte d'Ivoire. La centrale électrique est développée par EcoStar Energy Côte d'Ivoire, la filiale ivoirienne d'EcoStar Energy, un producteur d'électricité indépendant (IPP) basé aux États-Unis. Le projet énergétique a bénéficié d'une facilitation financière sous forme de subvention de l'Agence américaine pour le commerce et le développement (AACD).

## Emplacement
La centrale électrique est en cours de développement dans la ville de Boundiali, dans le département de Boundiali, district des Savanes, région de la Bagoué, au nord-ouest de la Côte d'Ivoire. Boundiali est située à environ 661 km par la route, au nord-ouest d'Abidjan, la capitale économique du pays.

## Aperçu
EcoStar Energy, un IPP américain, développe la CEBB dans la ville de Boundiali, au nord-ouest de la Côte d'Ivoire. La conception prévoit une capacité de production de 25 mégawatts, à vendre directement à la compagnie d'électricité ivoirienne, pour des intégrations dans le réseau national.
La centrale électrique brûlera les déchets agricoles issus de la culture du coton, provenant des agriculteurs ivoiriens locaux, pour chauffer l'eau et produire de la vapeur. La vapeur sera utilisée pour faire tourner des turbines et produire de l’électricité. L'électricité produite sera vendue à la Compagnie ivoirienne d'électricité (CIE), dans le cadre d'un contrat d'achat d'électricité (CAE) à long terme.

## Possession
La centrale à biomasse de Boundiali est en cours de développement par la société qui en est propriétaire, EcoStar Energy Côte d'Ivoire (EECI). EECI est une filiale d'EcoStar Energy Holdings, basée aux États-Unis. Grâce à une subvention de 4 millions de dollars américains accordée par l'Agence américaine pour le commerce et le développement (AACD), l'EECI a engagé Delphos International Limited, également basée aux États-Unis, pour réaliser les études de faisabilité et les travaux de pré-construction connexes.

## Autres considérations
Cette centrale électrique devrait contribuer à atteindre l'objectif de la Côte d'Ivoire de couvrir 45 % de ses besoins énergétiques à partir de sources renouvelables d'ici à 2030. Le pays dispose de plusieurs autres centrales électriques à biomasse en projet, notamment la centrale électrique à biomasse de Divo (75 MW) et la centrale électrique à biomasse d'Ayebo (46 MW),.